# خورخه بونتمز
خورخه بونتمز (انگلیسی: Jorge Bontemps; ۲۱ اوت ۱۹۷۷ – ۱۳ آوریل ۲۰۱۰) بازیکن فوتبال اهل آرژانتین بود.
از باشگاه‌هایی که در آن بازی کرده‌است می‌توان به باشگاه فوتبال اتلتیکو هوراکان اشاره کرد.